# 100 mètres aux Jeux olympiques
Pour les articles homonymes, voir 100 mètres.
Pour un article plus général, voir Athlétisme aux Jeux olympiques.
Le 100 mètres fait partie des épreuves inscrites au programme des premiers Jeux olympiques de l'ère moderne, en 1896 à Athènes. Le 100 m féminin se dispute pour la première fois lors des Jeux de 1928, à Amsterdam.
Les records olympiques de la discipline sont actuellement détenus par le Jamaïcain Usain Bolt chez les hommes, qui établit le temps de 9 s 63 en finale des Jeux olympiques de 2012, à Londres, et par la Jamaïcaine Elaine Thompson, créditée de 10 s 61 lors des Jeux de Tokyo de 2020.
Usain Bolt est le seul athlète à remporter trois titres olympiques dans cette épreuve, qu’il s’est adjugés consécutivement, lors des Jeux de 2008, 2012 et 2016. Côté féminin, le record est de deux titres olympiques et est partagé entre les Américaines Wyomia Tyus (1964 et 1968) et Gail Devers (1992 et 1996), et les Jamaïcaines Shelly-Ann Fraser-Pryce (2008 et 2012) et Elaine Thompson (2016 et 2020).

## Éditions
| N° | Édition | Ville          | Hommes | Femmes |
| -- | ------- | -------------- | ------ | ------ |
| 1  | JO 1896 | Athènes        | X      |        |
| 2  | JO 1900 | Paris          | X      |        |
| 3  | JO 1904 | Saint-Louis    | X      |        |
| 4  | JO 1908 | Londres        | X      |        |
| 5  | JO 1912 | Stockholm      | X      |        |
| 6  | JO 1920 | Anvers         | X      |        |
| 7  | JO 1924 | Paris          | X      |        |
| 8  | JO 1928 | Amsterdam      | X      | X      |
| 9  | JO 1932 | Los Angeles    | X      | X      |
| 10 | JO 1936 | Berlin         | X      | X      |
| 11 | JO 1948 | Londres        | X      | X      |
| 12 | JO 1952 | Helsinki       | X      | X      |
| 13 | JO 1956 | Melbourne      | X      | X      |
| 14 | JO 1960 | Rome           | X      | X      |
| 15 | JO 1964 | Tokyo          | X      | X      |
| 16 | JO 1968 | Mexico         | X      | X      |
| 17 | JO 1972 | Munich         | X      | X      |
| 18 | JO 1976 | Montréal       | X      | X      |
| 19 | JO 1980 | Moscou         | X      | X      |
| 20 | JO 1984 | Los Angeles    | X      | X      |
| 21 | JO 1988 | Séoul          | X      | X      |
| 22 | JO 1992 | Barcelone      | X      | X      |
| 23 | JO 1996 | Atlanta        | X      | X      |
| 24 | JO 2000 | Sydney         | X      | X      |
| 25 | JO 2004 | Athènes        | X      | X      |
| 26 | JO 2008 | Pékin          | X      | X      |
| 27 | JO 2012 | Londres        | X      | X      |
| 28 | JO 2016 | Rio de Janeiro | X      | X      |
| 29 | JO 2020 | Tokyo          | X      | X      |
| 30 | JO 2024 | Paris          | X      | X      |
|    |         | Total          | 30     | 23     |

## Hommes

### Historique

#### 1896-1912

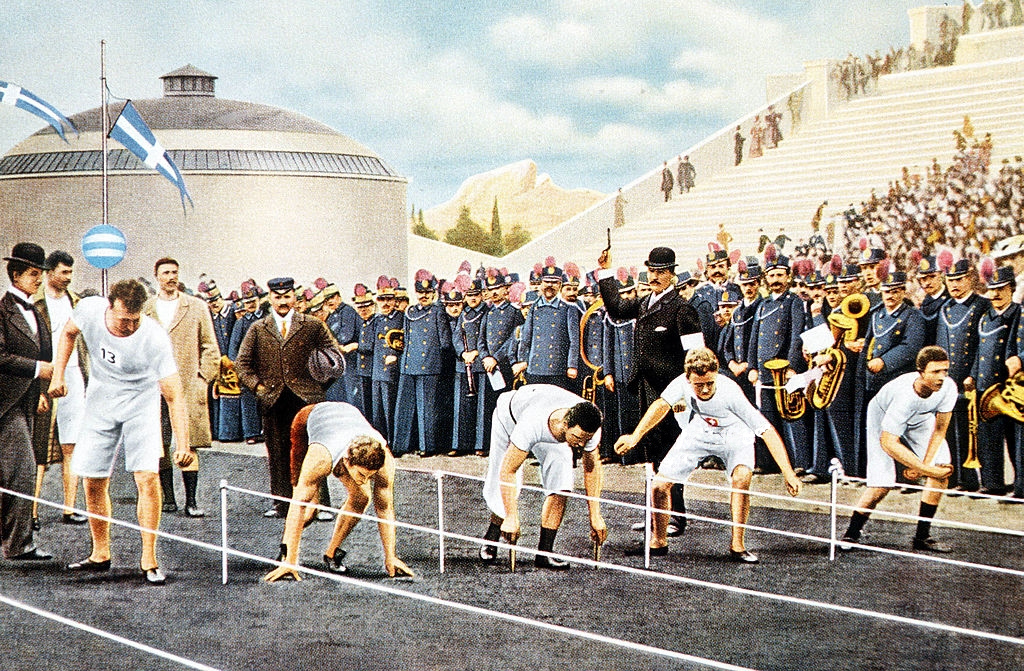
Deuxième série du 100 m lors des Jeux olympiques de 1896. Launceston Elliot est tout à gauche, puis Thomas Curtis. Eugen Schmidt est le deuxième en partant de la droite. Les deux derniers athlètes (couloir central et couloir tout à droite) sont Aléxandros Khalkokondýlis et George Marshall.

Le 100 mètres fait partie des douze épreuves d'athlétisme au programme des premiers Jeux olympiques de l'ère moderne disputés en 1896 au Stade panathénaïque d'Athènes. En l'absence de Bernard Wefers (en), le meilleur spécialiste des courses de vitesse de la fin du XIXe siècle, en raison notamment du coûteux déplacement que ne peuvent financer la quasi-majorité des universités américaines, la victoire revient à son compatriote Thomas Burke, qui sur une piste sablonneuse en très mauvais état, s'impose dans le temps modeste de 12 s 0, devant l'Allemand Fritz Hofmann.
Quatre ans plus tard, sur la piste en herbe de la Croix-Catelan, à Paris, l'Américain Frank Jarvis remporte le titre des Jeux olympiques de 1900 en 11 s 0, soit une seconde de mieux que Burke en 1896. Walter Tewksbury prend la deuxième place en 11 s 1 alors que Arthur Duffey, invaincu depuis deux ans aux États-Unis et grand favori de l'épreuve, ne termine pas la course après avoir été victime d'un claquage dans les derniers mètres alors qu'il était en tête.
Aux Jeux olympiques de 1904, à Saint-Louis, l'Américain Archie Hahn domine les épreuves du sprint en enlevant le 60 m, le 200 m en ligne droite et le 100 m. Sur cette distance, il gagne en 11 s 0, devant son compatriote Nate Cartmell, deuxième en 11 s 2.
Les États-Unis, qui alignent neuf athlètes dans l'épreuve du 100 m, subissent leur premier revers lors des Jeux de Londres en 1908. Le Sud-Africain Reggie Walker est champion olympique dans le temps de 10 s 8.
Lors des Jeux olympiques de 1912, au Stade olympique de Stockholm, l'Américain Don Lippincott réalise, en séries le 6 juillet 1912, le temps de 10 s 6, performance constituant le premier record du monde du 100 mètres homologué par l'IAAF. En finale, la victoire revient à son compatriote Ralph Craig, vainqueur également de l'épreuve du 200 m, qui s'impose en 10 s 8, devant son compatriote Alvah Meyer. Donald Lippincott, qui ne réédite pas sa performance des séries, se classe troisième de la course en 10 s 9.

#### 1920-1936

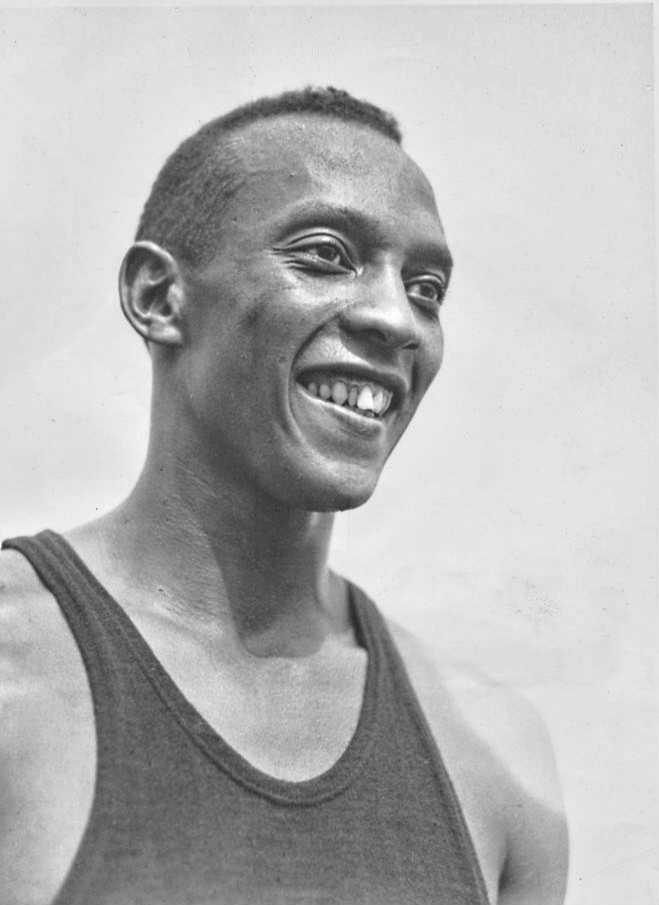
Jesse Owens, champion olympique en 1936.

L'Américain Charley Paddock remporte le titre des Jeux olympiques de 1920 à Anvers. Il devance son compatriote Morris Kirksey, deuxième en 10 s 8 aussi, et le Britannique Harry Edward, troisième en 11 s 0. Loren Murchison, qui avait battu Charley Paddock lors des sélections olympiques américaines, se classe 6e et dernier de la finale après avoir raté son départ.
Lors du 100 m des Jeux olympiques de 1924 qui se déroule au Stade de Colombes, le Britannique Harold Abrahams s'impose dans le temps de 10 s 6, égalant le record olympique tout comme la veille en quarts de finale, et le même jour lors des demi-finales. Il devance l'un des favoris de l'épreuve, l'Américain Jackson Scholz, deuxième en 10 s 7 et le Néo-zélandais Arthur Porritt, troisième en 10 s 8. Charley Paddock, tenant du titre et détenteur du record du monde depuis 1921 en 10 s 4, se classe 5e de la finale. L'épreuve et en particulier la relation d'amitié entre Harold Abrahams et Eric Liddell est racontée en 1981 dans le film de Hugh Hudson Les Chariots de feu.
En 1928, lors des Jeux olympiques d'Amsterdam, et après deux faux départs des concurrents, le Canadien Percy Williams remporte l'épreuve du 100 m quelques jours avant de s'imposer sur 200 m. Sur 100 m, il égale le record olympique de 10 s 6 pour remporter la médaille d'or, devant le Britannique Jack London, deuxième en 10 s 9 et l'Allemand Georg Lammers, troisième dans le même temps. L'Américain Frank Wykoff, qui avait remporté les sélections olympiques des États-Unis, échoue au pied du podium.
En finale des Jeux olympiques de 1932, à Los Angeles, le duel attendu par les 100 000 spectateurs présents au Memorial Coliseum est celui entre Eddie Tolan, le meilleur sprinteur américain depuis trois saisons, et Ralph Metcalfe, qui avait battu son compatriote lors des sélections américaines de 1932. Après un départ rapide du Japonais Takayoshi Yoshioka, Tolan reprend l'avantage à mi-course mais est rattrapé dans les derniers mètres par Metcalfe. Le chronométrage manuel affiche le même temps de 10 s 3 pour les deux athlètes, temps constituant le nouveau record du monde, mais aussi le même temps au chronométrage électronique (10 s 38). Après plusieurs heures, le jury déclare finalement Eddie Tolan vainqueur de l'épreuve, devant Ralph Metcalfe, l'Allemand Arthur Jonath prenant la troisième place en 10 s 4.
L'Américain Jesse Owens, qui remportera trois autres médailles d'or lors des Jeux olympiques d'été de 1936 à Berlin, s'impose dans l'épreuve du 100 m dans le temps de 10 s 3 (vent de 2,7 m/s supérieur à la limite autorisée). Ralph Metcalfe, qui effectue un retour sur Owens en fin de course, obtient une deuxième médaille d'argent consécutive en 10 s 4, devançant le Néerlandais Tinus Osendarp, troisième de la finale en 10 s 5. Jesse Owens avait déjà couru au premier tour en 10 s 3, égalant le record olympique, à un dixième de seconde de son record du monde établi quelques semaines plus tôt à Chicago. Au deuxième tour, il améliore son temps en 10 s 2 mais ce record ne fut pas homologué en raison également d'un vent trop favorable.

#### 1948-1964

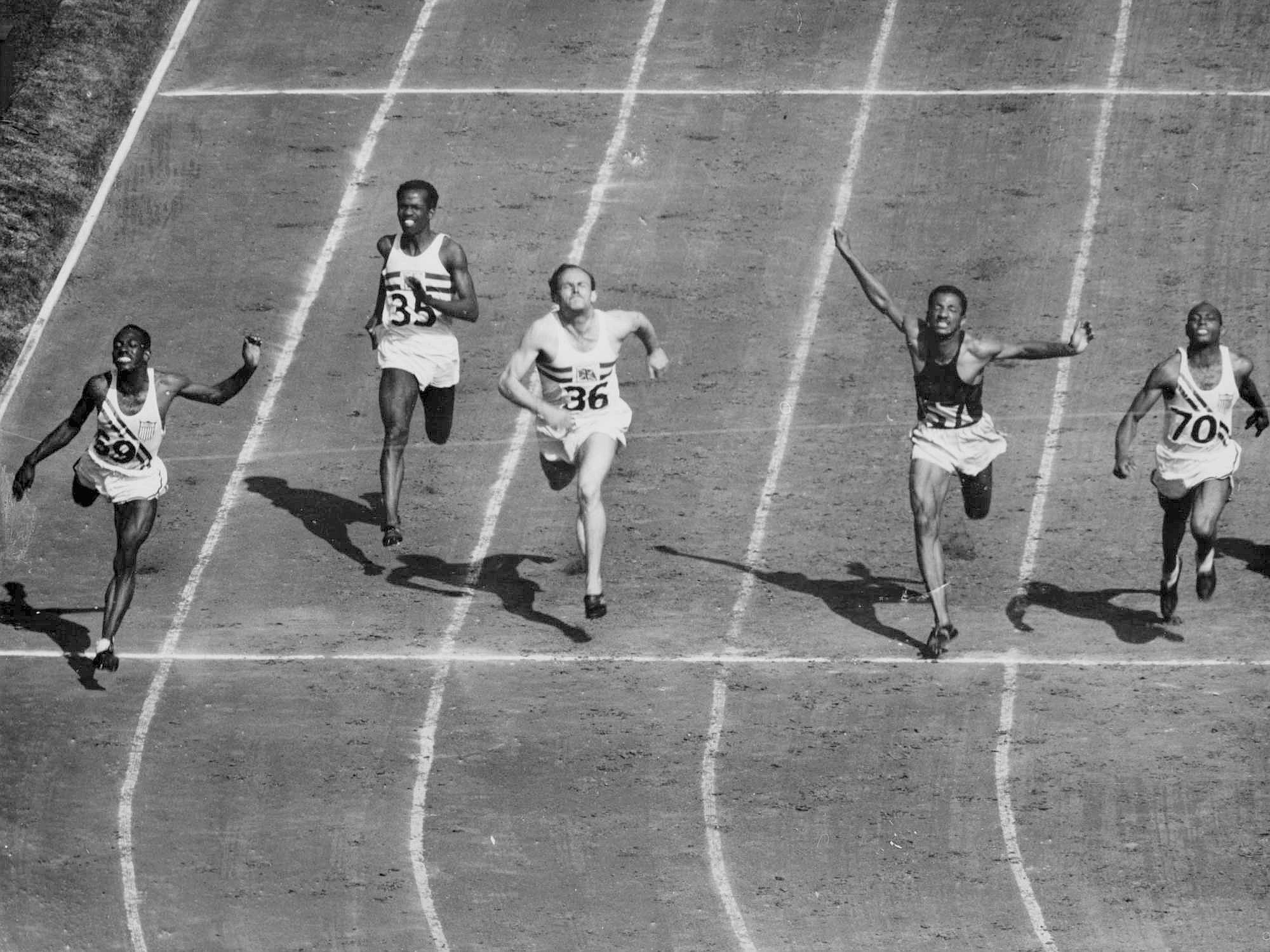
Arrivée de la finale du 100 m des Jeux olympiques de 1948 à Londres. À l'extérieur, Harrison Dillard remporte le titre olympique.

L'épreuve du 100 m des Jeux olympiques de 1948, à Londres, est remportée par l'Américain Harrison Dillard qui s'impose dans le temps de 10 s 3, devant son compatriote Barney Ewell (10 s 4) et la Panaméen Lloyd LaBeach (10 s 4), tous deux codétenteurs du record du monde. L'autre américain Mel Patton, qui figurait parmi les favoris à la médaille d'or après avoir réalisé quelques semaines plus tôt 9 s 3 sur 100 yards, et qui est diminué par une douleur à la cuisse, ne se classe que cinquième de la finale. Quelques mois plus tôt lors des sélections olympiques américaines, Harrison Dillard avait terminé 3e du 100 m derrière Ewell et Patton, et avait échoué à se qualifier pour le 110 mètres haies, pourtant sa discipline de prédilection.
En l'absence de deux favoris pour le titre, les Américains Andy Stanfield, qui décide de se concentrer sur l'épreuve du 200 m, et Jim Golliday, le meilleur spécialiste américain du 100 yards, la finale des Jeux olympiques de 1952 à Helsinki est remporté par leur compatriote Lindy Remigino. Crédité de 10 s 4 au même titre que le Jamaïcain Herb McKenley, le Britannique McDonald Bailey et l'autre américain Dean Smith, Remigino est désigné champion olympique après visionnage de la photo-finish. McKenley est médaillé d'argent alors que Bailey, qui hérite d'un couloir extérieur détrempée par les pluies diluviennes tombées la veille, est médaillé de bronze
Lors des Jeux olympiques de 1956, à Melbourne, l'Américain Bobby Joe Morrow remporte le titre olympique en 10 s 5 (10 s 62 au chronométrage électronique), et ce en dépit d'un vent de face de 2,5 m/s qui perturbe fortement tous les concurrents. Il devance son compatriote Thane Baker, deuxième en 10 s 5, l'Australien Hector Hogan, troisième en 10 s 6 et l'autre américain Ira Murchison, qui avait égalé le record du monde de 10 s 1 quelques semaines auparavant, quatrième en 10 s 6.
L'Allemand Armin Hary, qui est devenu le premier athlète a réaliser le temps de 10 s 0 sur 100 m, quelques mois avant les Jeux olympiques de 1960, remporte le titre à Rome en établissant un nouveau record olympique en 10 s 2. Il devance l'Américain David Sime qui réalise le même temps que Hary (record olympique égalé) en plongeant sur la ligne d'arrivée, mais les deux hommes sont finalement départagés au centième de seconde (10 s 32 pour Hary et 10 s 35 pour Sime). Armin Hary devient le premier champion olympique européen sur 100 m. L'autre américain Ray Norton, vainqueur des sélections olympiques américaines et autre favori au titre olympique, se classe 6e et dernier de la finale alors que le Canadien Harry Jerome, qui avait égalé le record du monde de Armin Hary peu avant les Jeux, est éliminé en demi-finales.
En 1964, lors des Jeux olympiques de Tokyo, l'épreuve se dispute pour la première fois sur une piste à huit couloirs, mais en finale, cette piste en cendrée est gorgée d'eau. L'Américain Bob Hayes, invaincu sur 100 mètres ou sur 100 yards depuis 28 mois et auteur de 54 victoires consécutives, confirme son statut de favori en remportant la médaille d'or dans le temps de 10 s 0, égalant le record du monde co-détenu alors par Armin Hary, Harry Jerome et le Vénézuélien Horacio Esteves. Bob Hayes devance sur le podium le Cubain Enrique Figuerola, médaillé d'argent en 10 s 2 et Harry Jerome, médaillé de bronze dans le même temps.

#### 1968-1984

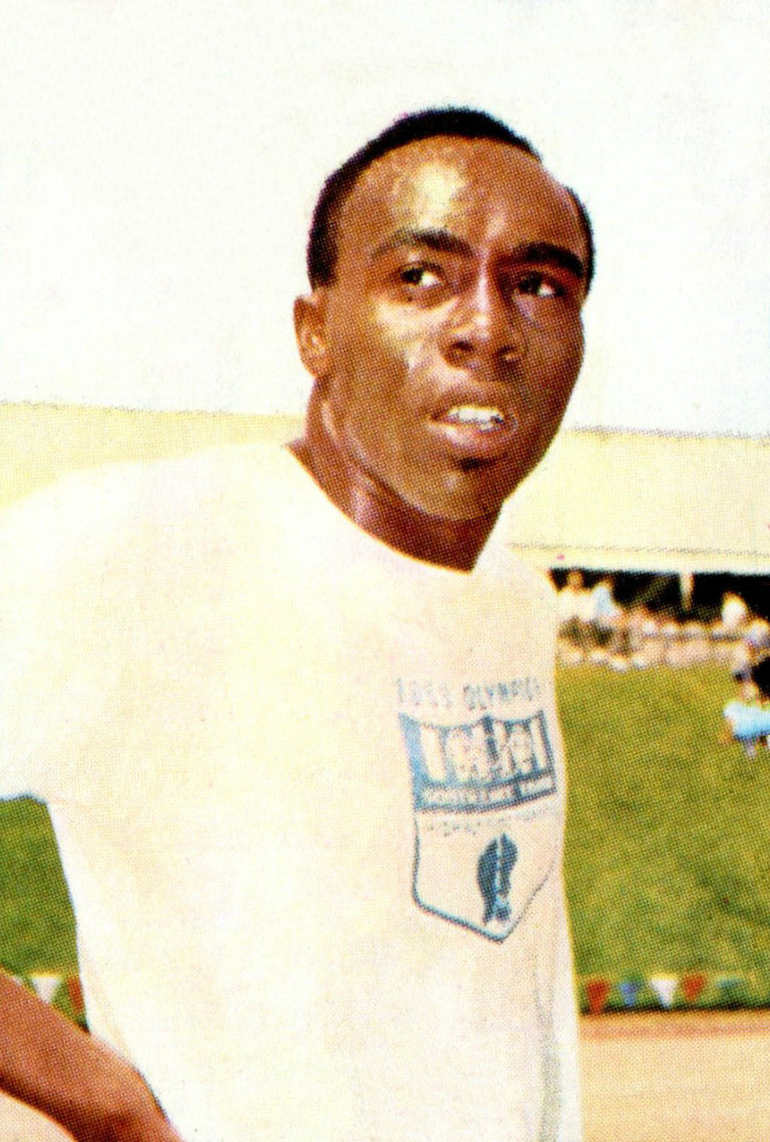
Jim Hines, champion olympique en 1968 à Mexico où il devient le premier détenteur du record du monde mesuré au chronométrage électronique.

Lors des Jeux olympiques de 1968, disputés en altitude à Mexico, pour la première fois sur une piste en matière synthétique (tartan), l'Américain Jim Hines devient le premier athlète à franchir la barrière des dix secondes avec un temps de 9 s 95 et établit officiellement le premier record du monde du 100 mètres mesuré au chronométrage électronique. Quelques mois auparavant, lors du 100 m des championnats des États-Unis à Sacramento, épreuve surnommée « The Night of Speed » (La nuit de la vitesse), Hines et ses compatriotes Ronnie Ray Smith et Charles Greene avaient déjà égalé ou amélioré le record du monde en descendant sous les 10 s 0, mais cette fois-ci au chronométrage manuel. À Mexico en finale, Jim Hines devance le Jamaïcain Lennox Miller, médaillé d'argent en 10 s 04 et Charles Greene qui diminué par une élongation à la cuisse, remporte la médaille de bronze en 10 s 07 et devance d'un mètre le Cubain Pablo Montes et le Français Roger Bambuck, auteurs tous deux de 10 s 14.
En 1972, lors des Jeux olympiques de Munich, les Américains Eddie Hart et Rey Robinson qui avaient améliorés quelques semaines plus tôt le record du monde du 100 mètres à l'occasion des sélections olympiques des États-Unis, ne se présentent pas à l'heure pour les quarts de finale, se fiant à un calendrier périmé. La Fédération américaine d'athlétisme fait appel, mais cet appel est rejeté, Hart et Robinson ne sont donc pas repêchés. En leurs absences, la finale est remportée par le Soviétique Valeriy Borzov, champion d'Europe en 1969 et 1971, qui s'impose dans le temps de 10 s 14, devant le troisième américain Robert Taylor, médaillé d'argent en 10 s 24 et devant le Jamaïcain Lennox Miller (10 s 33) qui obtient une deuxième médaille olympique sur 100 m après 1968.
En finale des Jeux olympiques de 1976, à Montréal, le Trinidadien Hasely Crawford s'adjuge le titre olympique en 10 s 06, devant le Jamaïcain Don Quarrie, deuxième en 10 s 08, Valeriy Borzov prenant la troisième place en 10 s 14, soit le même temps que lors de son titre à Munich quatre ans plus tôt. L'américain Harvey Glance, qui figurait parmi les favoris à la victoire finale, termine au pied du podium en 10 s 19 alors que son compatriote Steve Williams, qui avait réalisé les meilleures performances chronométriques de la saison, est absent de ces Jeux après s'être blessé lors des sélections olympiques.
Les Jeux olympiques de 1980 à Moscou sont marqués par le boycott d'une cinquantaine de nations, dont les États-Unis dont les meilleurs éléments sont Mel Lattany, James Sanford ou Harvey Glance. La victoire revient au Britannique Allan Wells, champion du Commonwealth en 1978, qui s'impose dans le temps modeste de 10 s 25 en devançant de justesse le Cubain Silvio Leonard après visionnage de la photo-finish. Le Bulgare Petar Petrov se classe troisième de la finale en 10 s 39. Cinquante-six ans après son compatriote Harold Abrahams, dernier médaillé d'or olympique britannique sur 100 m, Allan Wells devient à 28 ans le plus âgé des champions olympiques dans cette discipline. L'Italien Pietro Mennea, qui figurait parmi les favoris au titre olympique, est éliminé lors des demi-finales.
En 1984, lors des Jeux olympiques de Los Angeles, l'Américain Carl Lewis, champion du monde l'année précédente à Helsinki, confirme son statut de favori en remportant le titre olympique en 9 s 99 (vent quasi-nul), devançant de 21/100 de seconde son compatriote Sam Graddy, soit la marge la plus nette jamais enregistrée dans un 100 mètres olympique, et de 23/100 de seconde le Canadien Ben Johnson, médaillé de bronze en 10 s 22. L'Américain Calvin Smith, détenteur du record du monde du 100 mètres depuis 1983, n'est pas parvenu à se qualifier pour cette épreuve lors des sélections olympiques américaines. Lors de ces Jeux, Carl Lewis remportera trois autres épreuves : le 200 m, le saut en longueur et le 4 × 100 m.

#### 1988-2004

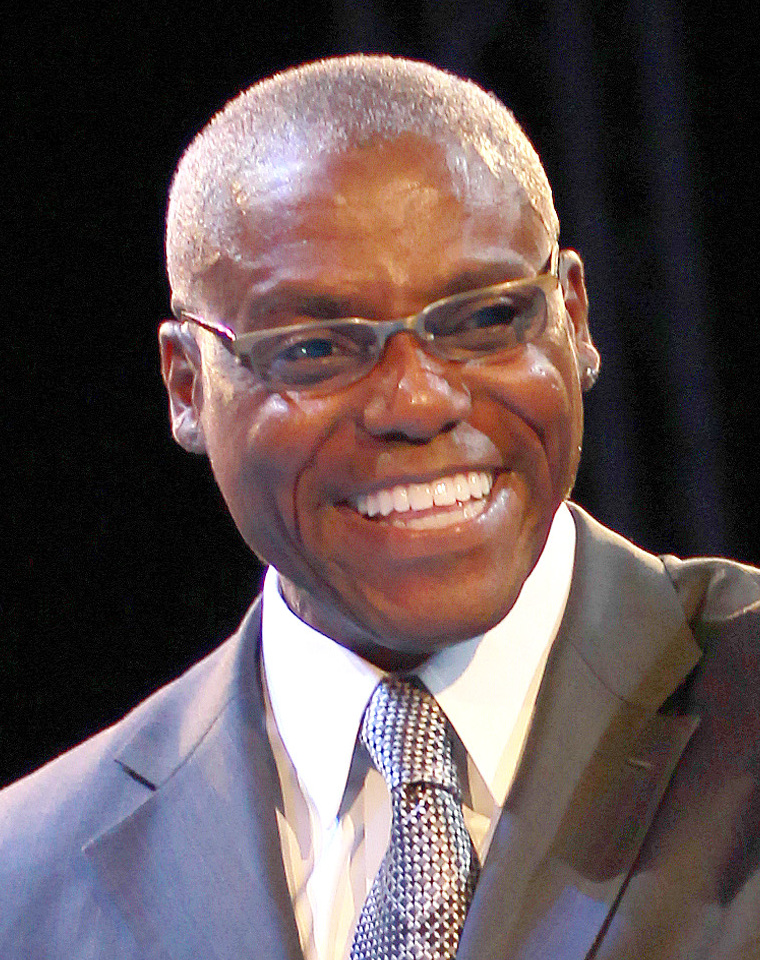
Carl Lewis, vainqueur en 1984 et 1988, est le premier athlète masculin à conserver son titre olympique sur 100 m.

Lors des Jeux olympiques de 1988, Carl Lewis devient le premier athlète chez les hommes à remporter un deuxième titre olympique sur 100 m après son premier succès obtenu quatre ans plus tôt à Los Angeles (Wyomia Tyus avait réalisé cette performance en 1968 chez les femmes). À Séoul, la victoire revient d'abord à Ben Johnson, troisième en 1984 et vainqueur des championnats du monde 1987, qui remporte la finale en 9 s 79 (record du monde), devant Carl Lewis (9 s 92) et le Britannique Linford Christie (9 s 97). Mais, convaincu de dopage aux stéroïdes anabolisants, Ben Johnson est disqualifié deux jours après son titre. Carl Lewis récupère par conséquent la médaille d'or et devient nouveau détenteur du record du monde, Linford Christie est médaillé d'argent et l'Américain Calvin Smith médaillé de bronze.
Carl Lewis, double champion olympique en titre et triple champion du monde en titre sur 100 m, ne participe pas à l'épreuve du 100 m des Jeux olympiques de 1992 en raison de sa non-qualification aux sélections olympiques américaines après avoir contracté une infection virale. À Barcelone, le Britannique Linford Christie remporte le titre dans le temps de 9 s 96 et devient à 32 ans le plus âgé des vainqueurs olympiques sur 100 m. Il devance le Namibien Frank Fredericks, médaillé d'argent en 10 s 02 et l'Américain Dennis Mitchell, médaillé de bronze en 10 s 04.
Quatre ans plus tard, lors des Jeux olympiques de 1996 à Atlanta, le Canadien Donovan Bailey, champion du monde en 1995, s'adjuge le titre olympique en établissant en finale un nouveau record du monde en 9 s 84. Il devance Frank Fredericks qui obtient une deuxième médaille d'argent consécutive dans cette épreuve en 9 s 89, et le Trinidadien Ato Boldon, médaillé de bronze en 9 s 90. Linford Christie, champion du monde et olympique en titre, est disqualifié pour deux faux départs.
Champion du monde en 1997 et 1999, et nouveau détenteur du record du monde depuis 1999 (9 s 79), l'Américain Maurice Greene confirme son statut de favori en remportant le 100 m des Jeux olympiques de 2000, à Sydney, dans le temps de 9 s 87, devant Ato Boldon (9 s 99) et le Barbadien Obadele Thompson (10 s 04).
En 2004, l'Américain Justin Gatlin, de retour après deux ans de suspension pour dopage, remporte la finale du 100 m des Jeux olympiques de 2004, à Athènes. Dans une finale très serrée, il s'impose dans le temps de 9 s 85 (record personnel) et devance de justesse le Portugais Francis Obikwelu qui établit un nouveau record d'Europe en 9 s 86, Maurice Greene obtenant la médaille de bronze en 9 s 87, son meilleur temps de l'année. Le Christophien Kim Collins, champion du monde en 2003 à Paris, se classe sixième de la finale en 10 s 00, juste derrière l'Américain Shawn Crawford et le Jamaïcain Asafa Powell.

#### 2008-2024

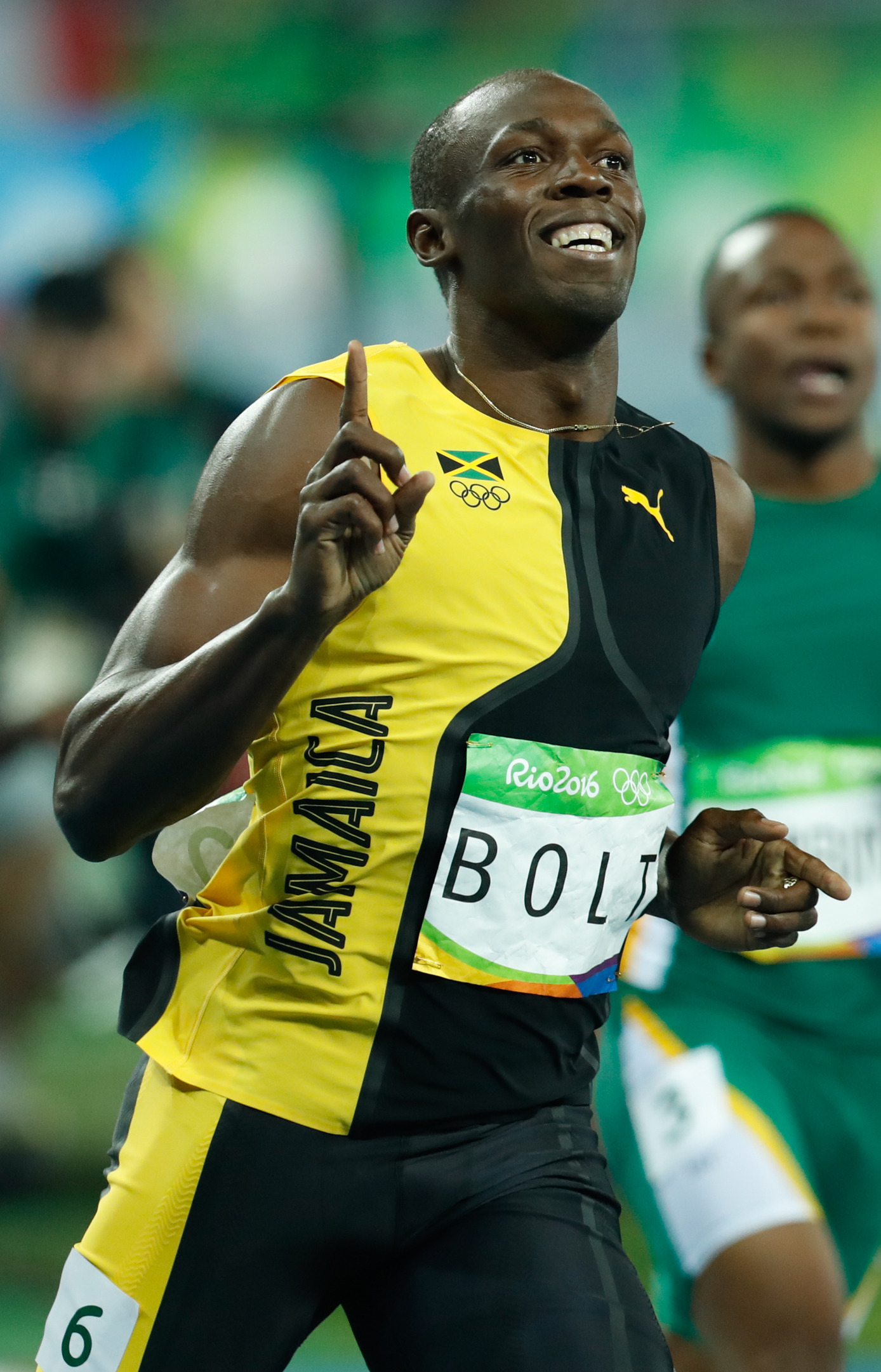
Usain Bolt, le 15 août 2016 aux Jeux olympiques de Rio, remporte son 3e titre olympique sur 100 m.

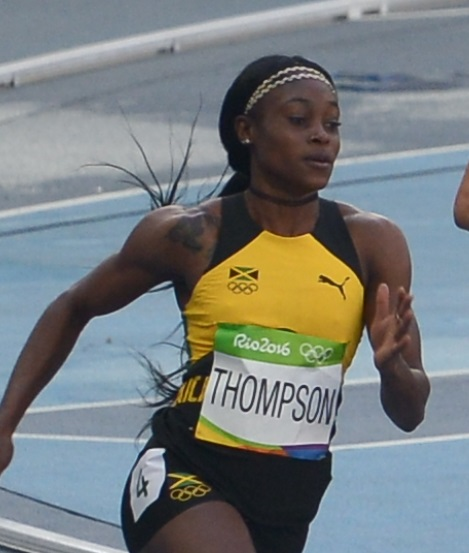
Elaine Thompson-Herah, championne olympique du 100 m (et du 200 m) 2016 et 2020

Lors des Jeux olympiques de 2008, à Pékin, le Jamaïcain Usain Bolt devient à 21 ans le premier athlète de Jamaïque à remporter le titre olympique. En finale, il bat son propre record du monde établi quelques mois plus tôt à New York en établissant le temps de 9 s 69 (vent nul) après avoir relâché son effort à une vingtaine de mètres de l'arrivée. Il devance le Trinidadien Richard Thompson et l'Américain Walter Dix qui battent tous deux leur record personnel en respectivement 9 s 89 et 9 s 91. Asafa Powell, l'ancien détenteur du record du monde, se classe cinquième de la course en 9 s 95, derrière le Néerlandais Churandy Martina. Les demi-finales disputées la veille sont marquées par les éliminations du champion du monde en titre américain Tyson Gay, ainsi que de Kim Collins et Francis Obikwelu.
Usain Bolt, qui a remporté le titre de champion du monde en 2009 en portant son record du monde à 9 s 58, conserve son titre olympique à l'occasion des Jeux de Londres en 2012. Il s'impose en établissant un nouveau record olympique en 9 s 63, signant la deuxième meilleure performance de tous les temps sur la distance à 5/100 de seconde de son record du monde. Son compatriote Yohan Blake, champion du monde en 2011 et qui avait battu Bolt lors des sélections jamaïcaines, est médaillé d'argent en 9 s 75 alors que Justin Gatlin, champion olympique en 2004 et qui a été une nouvelle fois suspendu pour dopage de 2006 à 2010, est médaillé de bronze en 9 s 79. Usain Bolt devient le seul athlète avec Carl Lewis à conserver un titre olympique du 100 m. Initialement quatrième en 9 s 80, Tyson Gay est disqualifié en 2015 pour dopage alors qu'Asafa Powell se classe dernier de la finale en 11 s 99.
En 2016, aux Jeux olympiques de Rio de Janeiro, Usain Bolt devient l'athlète le plus titré sur 100 m aux Jeux olympiques en décrochant son troisième titre d'affilée. Champion du monde en 2013 et 2015, Bolt s'impose dans le temps de 9 s 81, son meilleur temps de l'année, et devance Justin Gatlin qui obtient à 34 ans sa troisième médaille olympique dans cette épreuve en 9 s 89. Le Canadien Andre De Grasse, qui bat son record personnel en 9 s 91, se classe troisième de l'épreuve, devant Yohan Blake (9 s 93).
Usain Bolt ayant pris sa retraite en 2017, la course à la médaille d'or s'annonce très ouverte lors des Jeux de Tokyo de 2020, d'autant plus que l'Américain Christian Coleman, champion du monde en 2019 à Doha, est suspendu en mai 2020 pour trois manquements à ses obligations de localisation antidopage. Lors des demi-finales, le Chinois Su Bingtian établit un nouveau record d'Asie en 9 s 83 devant l'Italien Marcell Jacobs qui bat le record d'Europe en 9 s 84, tandis que le favori américain Trayvon Bromell, meilleur performeur de l'année avec 9 s 77, est éliminé après avoir terminé troisième de sa course. La finale commence par un faux départ du Britannique Zharnel Hughes, champion d'Europe en titre, qui est donc disqualifié automatiquement. Après un nouveau départ, c'est finalement Marcell Jacobs qui crée la sensation en devenant le premier Italien champion olympique du 100 m en 9 s 80, nouveau record d'Europe. Premier Européen vainqueur de la discipline depuis Linford Christie en 1992, il s'impose devant Fred Kerley et Andre De Grasse, qui s'emparent respectivement de l'argent et du bronze en améliorant tous deux leurs records personnels (9 s 84 pour l'Américain, 9 s 89 pour le Canadien).
Le 100 mètres disputé lors des Jeux de Paris de 2024 est le premier où tous les finalistes hommes sont sous les 10 secondes (avec un vent valide). Il faut attendre la photo finish pour connaitre le vainqueur: l'Américain Noah Lyles avec un temps de 9,784 s bat le Jamaïcain Kishane Thompson (9,789) de 5 millièmes de secondes. Un autre Américain, Fred Kerley, obtient la médaille de bronze. Le dernier de la finale, le Jamaïcain Oblique Seville termine la course à 9,91 s. À noter que les huit participants à la finale, ont couru le 100 mètres en moins de dix secondes ; une première dans l'histoire des Jeux olympiques pour cette épreuve.

### Palmarès
| Édition | Or                               | Argent                         | Bronze                         |
| ------- | -------------------------------- | ------------------------------ | ------------------------------ |
| 1896    | Tom Burke (USA) 12 s 0           | Fritz Hofmann (GER) 12 s 2     | Francis Lane (USA) 12 s 6      |
| 1896    | Tom Burke (USA) 12 s 0           | Fritz Hofmann (GER) 12 s 2     | Alajos Szokolyi (HUN) 12 s 6   |
| 1900    | Frank Jarvis (USA) 11 s 0        | Walter Tewksbury (USA) 11 s 1  | Stan Rowley (AUS) 11 s 2       |
| 1904    | Archie Hahn (USA) 11 s 0         | Nate Cartmell (USA) 11 s 2     | William Hogenson (USA) 11 s 3  |
| 1908    | Reggie Walker (RSA) 10 s 8       | James Rector (USA) 10 s 9      | Bobby Kerr (CAN) 10 s 9        |
| 1912    | Ralph Craig (USA) 10 s 8         | Alvah Meyer (USA) 10 s 9       | Don Lippincott (USA) 10 s 9    |
| 1920    | Charley Paddock (USA) 10 s 8     | Morris Kirksey (USA) 10 s 8    | Harry Edward (GBR) 10 s 9      |
| 1924    | Harold Abrahams (GBR) 10 s 6     | Jackson Scholz (USA) 10 s 7    | Arthur Porritt (NZL) 10 s 8    |
| 1928    | Percy Williams (CAN) 10 s 8      | Jack London (GBR) 10 s 9       | Georg Lammers (GER) 10 s 9     |
| 1932    | Eddie Tolan (USA) 10 s 3 (WR)    | Ralph Metcalfe (USA) 10 s 3    | Arthur Jonath (GER) 10 s 4     |
| 1936    | Jesse Owens (USA) 10 s 3         | Ralph Metcalfe (USA) 10 s 4    | Tinus Osendarp (NED) 10 s 5    |
| 1948    | Harrison Dillard (USA) 10 s 3    | Barney Ewell (USA) 10 s 4      | Lloyd LaBeach (PAN) 10 s 4     |
| 1952    | Lindy Remigino (USA) 10 s 4      | Herb McKenley (JAM) 10 s 4     | McDonald Bailey (GBR) 10 s 4   |
| 1956    | Bobby Joe Morrow (USA) 10 s 5    | Thane Baker (USA) 10 s 5       | Hector Hogan (AUS) 10 s 6      |
| 1960    | Armin Hary (EUA) 10 s 2          | David Sime (USA) 10 s 2        | Peter Radford (GBR) 10 s 3     |
| 1964    | Bob Hayes (USA) 10 s 0 (WR)      | Enrique Figuerola (CUB) 10 s 2 | Harry Jerome (CAN) 10 s 2      |
| 1968    | Jim Hines (USA) 9 s 95 (WR)      | Lennox Miller (JAM) 10 s 04    | Charles Greene (USA) 10 s 07   |
| 1972    | Valeriy Borzov (URS) 10 s 14     | Robert Taylor (USA) 10 s 24    | Lennox Miller (JAM) 10 s 33    |
| 1976    | Hasely Crawford (TRI) 10 s 06    | Don Quarrie (JAM) 10 s 07      | Valeriy Borzov (URS) 10 s 14   |
| 1980    | Allan Wells (GBR) 10 s 25        | Silvio Leonard (CUB) 10 s 25   | Petar Petrov (BUL) 10 s 39     |
| 1984    | Carl Lewis (USA) 9 s 99          | Sam Graddy (USA) 10 s 19       | Ben Johnson (CAN) 10 s 22      |
| 1988    | Carl Lewis (USA) 9 s 92 (WR)     | Linford Christie (GBR) 9 s 97  | Calvin Smith (USA) 9 s 99      |
| 1992    | Linford Christie (GBR) 9 s 96    | Frank Fredericks (NAM) 10 s 02 | Dennis Mitchell (USA) 10 s 04  |
| 1996    | Donovan Bailey (CAN) 9 s 84 (WR) | Frank Fredericks (NAM) 9 s 89  | Ato Boldon (TRI) 9 s 90        |
| 2000    | Maurice Greene (USA) 9 s 87      | Ato Boldon (TRI) 9 s 99        | Obadele Thompson (BAR) 10 s 04 |
| 2004    | Justin Gatlin (USA) 9 s 85       | Francis Obikwelu (POR) 9 s 86  | Maurice Greene (USA) 9 s 87    |
| 2008    | Usain Bolt (JAM) 9 s 69 (WR)     | Richard Thompson (TRI) 9 s 89  | Walter Dix (USA) 9 s 91        |
| 2012    | Usain Bolt (JAM) 9 s 63          | Yohan Blake (JAM) 9 s 75       | Justin Gatlin (USA) 9 s 79     |
| 2016    | Usain Bolt (JAM) 9 s 81          | Justin Gatlin (USA) 9 s 89     | Andre De Grasse (CAN) 9 s 91   |
| 2020    | Marcell Jacobs (ITA) 9 s 80      | Fred Kerley (USA) 9 s 84       | Andre De Grasse (CAN) 9 s 89   |
| 2024    | Noah Lyles (USA) 9 s 79          | Kishane Thompson (JAM) 9 s 79  | Fred Kerley (USA) 9 s 81       |

### Multiples médaillés
| Rang | Athlète          | Nation            | Éditions    | Or | Argent | Bronze | Total |
| ---- | ---------------- | ----------------- | ----------- | -- | ------ | ------ | ----- |
| 1    | Usain Bolt       | Jamaïque          | 2008 – 2016 | 3  | 0      | 0      | 3     |
| 2    | Carl Lewis       | États-Unis        | 1984 – 1988 | 2  | 0      | 0      | 2     |
| 3    | Justin Gatlin    | États-Unis        | 2004 – 2016 | 1  | 1      | 1      | 3     |
| 4    | Linford Christie | Grande-Bretagne   | 1988 – 1992 | 1  | 1      | 0      | 2     |
| 5    | Valeriy Borzov   | Union soviétique  | 1972 – 1976 | 1  | 0      | 1      | 2     |
| 5    | Maurice Greene   | États-Unis        | 2000 – 2004 | 1  | 0      | 1      | 2     |
| 6    | Ralph Metcalfe   | États-Unis        | 1932 – 1936 | 0  | 2      | 0      | 2     |
| 6    | Frank Fredericks | Namibie           | 1992 – 1996 | 0  | 2      | 0      | 2     |
| 7    | Lennox Miller    | Jamaïque          | 1968 – 1972 | 0  | 1      | 1      | 2     |
| 7    | Ato Boldon       | Trinité-et-Tobago | 1996 – 2000 | 0  | 1      | 1      | 2     |
| 8    | Andre De Grasse  | Canada            | 2016 – 2020 | 0  | 0      | 2      | 2     |

### Record olympique
Le record olympique du 100 mètres est la meilleure performance jamais réalisée par un athlète ayant couru l'épreuve du 100 mètres dans le cadre des Jeux olympiques d'été. Le record olympique est actuellement détenu par le Jamaïcan Usain Bolt en 9 s 63, établi lors de la finale du 100 mètres des Jeux olympiques d'été de 2012.
42 records olympiques masculins du 100 m ont été homologués.
| Temps                      | Temps | Athlète           | Lieu        | Date               | Record |
| -------------------------- | ----- | ----------------- | ----------- | ------------------ | ------ |
| Chronométrage manuel       |       |                   |             |                    |        |
| 12 s 2                     |       | Francis Lane      | Athènes     | 6 avril 1896       |        |
| 12 s 2                     |       | Thomas Curtis     | Athènes     | 6 avril 1896       |        |
| 11 s 8                     |       | Thomas Burke      | Athènes     | 6 avril 1896       |        |
| 11 s 4                     |       | Arthur Duffey     | Paris       | 14 juillet 1900    |        |
| 11 s 4                     |       | Walter Tewksbury  | Paris       | 14 juillet 1900    |        |
| 10 s 8                     |       | Frank Jarvis      | Paris       | 14 juillet 1900    |        |
| 10 s 8                     |       | Walter Tewksbury  | Paris       | 14 juillet 1900    |        |
| 10 s 8                     |       | James Rector      | Londres     | 20 juillet 1908    |        |
| 10 s 8                     |       | Reggie Walker     | Londres     | 21 juillet 1908    |        |
| 10 s 8                     |       | James Rector      | Londres     | 21 juillet 1908    |        |
| 10 s 8                     |       | Reggie Walker     | Londres     | 22 juillet 1908    |        |
| 10 s 8                     |       | David Jacobs      | Stockholm   | 6 juillet 1912     |        |
| 10 s 6                     |       | Don Lippincott    | Stockholm   | 6 juillet 1912     | WR     |
| 10 s 6                     |       | Harold Abrahams   | Paris       | 6 juillet 1924     |        |
| 10 s 6                     |       | Harold Abrahams   | Paris       | 7 juillet 1924     |        |
| 10 s 6                     |       | Harold Abrahams   | Paris       | 7 juillet 1924     |        |
| 10 s 6                     |       | Percy Williams    | Amsterdam   | 29 juillet 1928    |        |
| 10 s 6                     |       | Robert McAllister | Amsterdam   | 30 juillet 1928    |        |
| 10 s 6                     |       | Percy Williams    | Amsterdam   | 30 juillet 1928    |        |
| 10 s 6                     |       | Wilfred Legg      | Amsterdam   | 30 juillet 1928    |        |
| 10 s 6                     |       | Jack London       | Amsterdam   | 30 juillet 1928    |        |
| 10 s 6                     |       | Arthur Jonath     | Los Angeles | 31 juillet 1932    |        |
| 10 s 4                     |       | Eddie Tolan       | Los Angeles | 1er août 1932      | WR     |
| 10 s 3                     |       | Eddie Tolan       | Los Angeles | 1er août 1932      |        |
| 10 s 3                     |       | Ralph Metcalfe    | Los Angeles | 1er août 1932      |        |
| 10 s 3                     |       | Jesse Owens       | Berlin      | 2 août 1936        |        |
| 10 s 3                     |       | Harrison Dillard  | Londres     | 31 juillet 1948    |        |
| 10 s 3                     |       | Bobby Joe Morrow  | Melbourne   | 23 novembre 1956   |        |
| 10 s 3                     |       | Ira Murchison     | Melbourne   | 23 novembre 1956   |        |
| 10 s 3                     |       | Bobby Joe Morrow  | Melbourne   | 24 novembre 1956   |        |
| 10 s 2                     |       | Armin Hary        | Rome        | 31 août 1960       |        |
| 10 s 2                     |       | Armin Hary        | Rome        | 1er septembre 1960 |        |
| 10 s 2                     |       | David Sime        | Rome        | 1er septembre 1960 |        |
| 10 s 0                     |       | Bob Hayes         | Tokyo       | 15 octobre 1964    | WR     |
| 10 s 0                     | A     | Hermes Ramírez    | Mexico      | 13 octobre 1968    |        |
| 10 s 0                     | A     | Charles Greene    | Mexico      | 13 octobre 1968    |        |
| 10 s 0                     | A     | Jim Hines         | Mexico      | 14 octobre 1968    |        |
| 9 s 9                      | A     | Jim Hines         | Mexico      | 14 octobre 1968    | WR     |
| Chronométrage électronique |       |                   |             |                    |        |
| 9 s 95                     | A     | Jim Hines         | Mexico      | 14 octobre 1968    | WR     |
| 9 s 92                     |       | Carl Lewis        | Séoul       | 24 septembre 1988  | WR     |
| 9 s 84                     |       | Donovan Bailey    | Atlanta     | 27 juillet 1996    | WR     |
| 9 s 69                     |       | Usain Bolt        | Pékin       | 16 août 2008       | WR     |
| 9 s 63                     |       | Usain Bolt        | Londres     | 5 août 2012        |        |

## Femmes

### Historique

#### 1928-1936

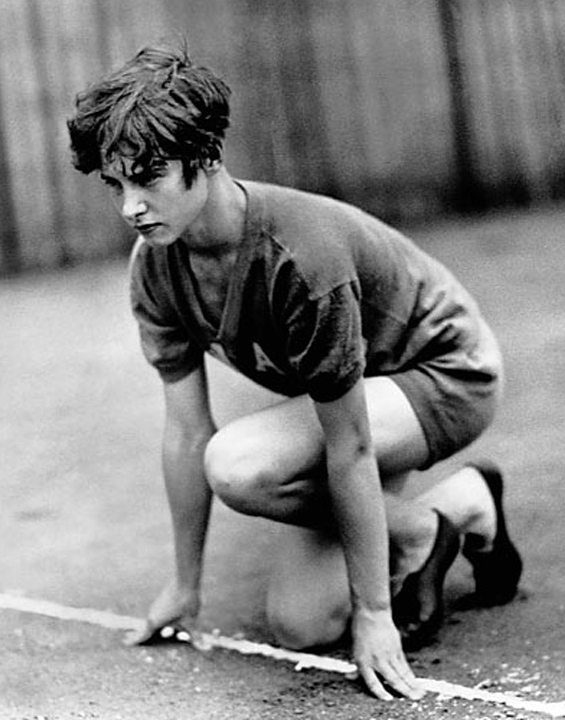
Betty Robinson, première championne olympique du 100 m, en 1928 à Amsterdam.

Le 100 mètres fait partie des cinq épreuves féminines d'athlétisme qui font leur apparition au programme olympique en 1928 avec le 800 m, le relais 4 × 100 mètres, le saut en hauteur et le lancer du disque. Lors des Jeux olympiques d'Amsterdam, le 100 m est la première compétition féminine d'athlétisme disputée lors des Jeux olympiques de l'ère moderne. L'Américaine Betty Robinson, qui âgée de seize ans  dispute seulement la troisième compétition de sa carrière, remporte le titre olympique dans le temps de 12 s 2, en devançant les Canadiennes Fanny Rosenfeld (12 s 3) et Ethel Smith (12 s 3). La Canadienne Myrtle Cook, alors détentrice du record du monde et l'Allemande Helene Schmidt sont toutes deux disqualifiées pour faux départ. Betty Robinson est toujours aujourd'hui la championne olympique de 100 m la plus jeune de l'Histoire.
Quatre ans plus tard, lors des Jeux olympiques de 1932, à Los Angeles, la Polonaise Stanisława Walasiewicz, titrée à plusieurs reprises lors des Jeux mondiaux féminins de 1930, devient championne olympique du 100 m en égalant en 11 s 9 le record du monde. La Canadienne Hilda Strike se classe deuxième de la course en établissant le même temps de 11 s 9, devant l'Américaine Wilhelmina von Bremen, troisième en 12 s 0.
Lors des Jeux olympiques de 1936, à Berlin, la victoire revient à l'Américaine de 18 ans Helen Stephens, détentrice du record du monde depuis 1935, qui s'impose dans le temps de 11 s 5, temps inférieur d'un dixième de seconde à son record du monde mais qui ne sera pas homologué en raison d'un vent trop favorable. Elle devance la tenante du titre Stanisława Walasiewicz, deuxième en 11 s 7 et l'Allemande Käthe Krauss, titrée lors des Jeux mondiaux féminins de 1934, qui se classe troisième de l'épreuve en 11 s 9.

#### 1948-1964

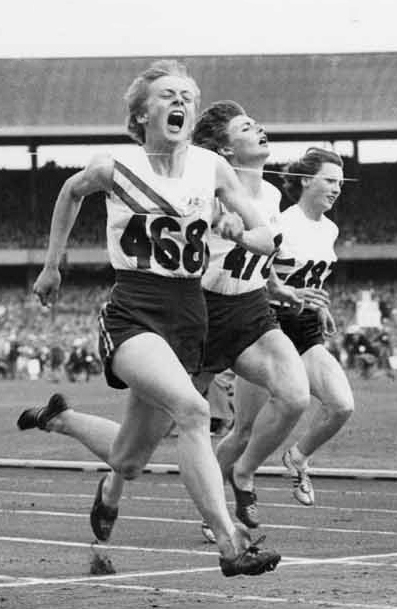
Victoire de Betty Cuthbert lors du 100 m des Jeux olympiques de 1956, à Melbourne.

Aux Jeux olympiques de 1948, à Londres, La Néerlandaise Fanny Blankers-Koen remporte sur 100 m sa première médaille d'or, quelques jours avant de s'imposer également dans trois autres épreuves : le 200 m, le 80 m haies et le relais 4 × 100 m. Nouvelle détentrice du record du monde du 100 mètres depuis quelques semaines en 11 s 5, elle s'impose aisément en établissant un nouveau record olympique en 10 s 9, devançant la Britannique Dorothy Manley et l'Australienne Shirley Strickland, créditées toutes les deux de 12 s 2.
En 1952, lors des Jeux olympiques d'Helsinki, l'Australienne Marjorie Jackson établit un nouveau record olympique lors des séries, puis de nouveau en quart de finale, en 11 s 6. Le lendemain, elle établit un nouveau record du monde en demi-finale en 11 s 5 avant de rééditer cet exploit en finale et de remporter la médaille d'or. Le podium est complété par la Sud-africaine Daphne Hasenjager, deuxième en 11 s 8, et par Shirley Strickland qui obtient une deuxième médaille de bronze consécutive dans cette épreuve dans le temps de 11 s 9. Malade, la tenante du titre Fanny Blankers-Koen abandonne en demi-finale.
Betty Cuthbert succède à sa compatriote Marjorie Jackson, retirée des pistes depuis 1954, en remportant le titre des Jeux olympiques de 1956, chez elle à Melbourne. Après avoir établi un nouveau record olympique dès le premier tour en 11 s 4, elle s'impose en finale en 11 s 5 et devance l'Allemande Christa Stubnick, deuxième en 11 s 7 et l'autre australienne Marlene Mathews, troisième en 11 s 7 également. Shirley Strickland, détentrice du record du monde depuis 1955 en 11 s 3, ne participe pas à l'épreuve, préférant se réserver pour le 80 mètres haies qu'elle remporte quelques jours plus tard.
Lors des Jeux olympiques de 1960 à Rome, l'Américaine Wilma Rudolph se distingue dès les demi-finale en égalant le record du monde de 11 s 3 co-détenu par Shirley Strickland et la Soviétique Vera Krepkina. Quelques heures plus tard, Rudolph remporte la finale en 11 s 0 mais ce temps n'est pas homologué comme nouveau record mondial en raison d'un vent supérieur à la limite autorisée de (+ 2,8 m/s). La Britannique Dorothy Hyman se classe deuxième de l'épreuve en 11 s 3, même temps que l'Italienne Giuseppina Leone, médaillée de bronze. La Soviétique Mariya Itkina, qui figurait parmi les favorites au titre, termine 4e, devant la Française Catherine Capdevielle.
Quatre ans plus tard, aux Jeux olympiques de 1964 à Tokyo, la victoire revient à l'Américaine Wyomia Tyus qui égale en finale le record du monde de 11 s 2 réalisé par Wilma Rudolph en 1961, mais qui a pris sa retraite sportive l'année suivante. Tyus devance largement sa compatriote Edith McGuire, médaillée d'argent en 11 s 6, qui l'avait pourtant battue lors des sélections olympiques américaines. La Polonaise Ewa Kłobukowska complète le podium en 11 s 6 également alors que la Britannique Dorothy Hyman, championne d'Europe en titre, termine 8e et dernière de la finale. L'épreuve se dispute au Stade olympique national et pour la première fois, sur une piste à huit couloirs.

#### 1968-1984

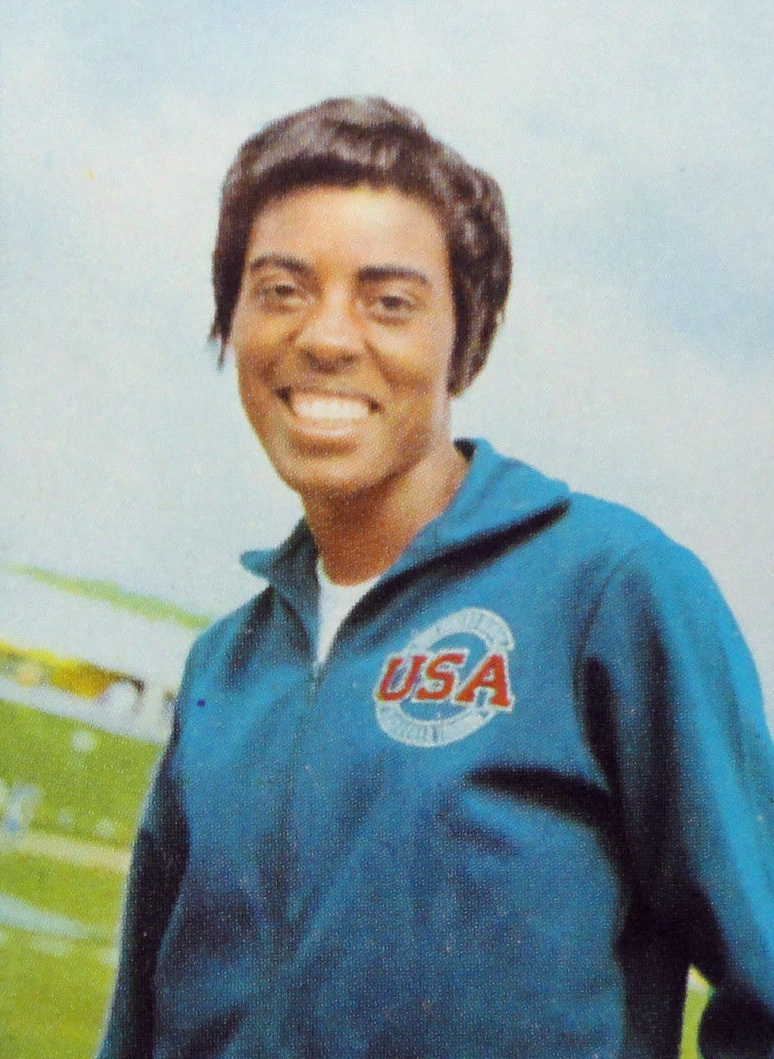
Wyomia Tyus, vainqueur en 1964 et 1968, est la première athlète à remporter deux titres olympiques sur 100 m.

En 1968, lors des Jeux olympiques de Mexico, la Polonaise Irena Szewińska égale le record du monde de 11 s 1 dès les quarts de finale. Le lendemain en finale, Wyomia Tyus devient la première athlète (hommes et femmes confondus) à remporter un deuxième titre olympique sur 100 m en franchissant la ligne d'arrivée en 11 s 0, améliorant d'un dixième de seconde le record du monde, et devenant par ailleurs, à l'instar de son compatriote Jim Hines, la première détentrice du record du monde mesurée au chronométrage électronique, en 11 s 08. Sa compatriote Barbara Ferrell s'adjuge la médaille d'argent en 11 s 1 (11 s 15), Irena Szewińska terminant troisième en 11 s 1 (11 s 19). L'Australienne Raelene Boyle, quatrième, établit un nouveau record du monde junior en 11 s 20.
L'Est-allemande Renate Stecher, championne d'Europe en 1971, remporte le titre des Jeux olympiques de 1972 à Munich. Après avoir pris le meilleur des départs des huit finalistes, elle accroît son avance et s'impose facilement dans le temps de 11 s 07, améliorant de 1/100 de seconde le record du monde de Wyomia Tyus établi à Mexico, et qui a pris sa retraite sportive après ces Jeux. Stecher avait égalé à trois reprises de 1970 à 1972 le record du monde mesuré au chronométrage manuel. Raelene Boyle, championne des Jeux du Commonwealth en titre, se classe deuxième de la finale en 11 s 23, juste devant la Cubaine Silvia Chivás, médaillée de bronze en 11 s 24. Barbara Ferrell, qui figurait parmi les favorites au titre après sa deuxième place obtenue en 1968, se classe 7e de l'épreuve.
Lors des Jeux olympiques de 1976 à Montréal, l'Allemande de l'Ouest Annegret Richter établit un nouveau record olympique dès les quarts de finale en 11 s 05, puis améliore ce temps en demi-finale en établissant un nouveau record du monde en 11 s 01. Elle s'impose facilement en finale dans le temps de 11 s 8, devant la tenante du titre Renate Stecher (11 s 13) et devant sa compatriote Inge Helten (11 s 17), la précédente détentrice du record du monde. Raelene Boyle se classe quatrième de la course, devant la jeune américaine Evelyn Ashford.
L'Est-allemande Marlies Göhr, championne d'Europe en 1978 et première athlète a descendre sous les onze secondes sur 100 m (10 s 88 en 1977), est la favorite des Jeux olympiques de 1980, et ce en l'absence de Evelyn Ashford qui ne rend pas à Moscou en raison du boycott des États-Unis. Cependant, en finale, Göhr s'incline devant la Soviétique Lyudmila Kondratyeva qui s'impose en 11 s 06, après visionnage de la photo-finish. Marlies Göhr termine à 1/100 de seconde seulement de la Soviétique (11 s 07), l'autre est-allemande Ingrid Auerswald prenant la troisième place en 11 s 14.
Le boycott des Jeux olympiques de 1984 entraine l'absence des meilleures sprinteuses soviétiques et est-allemandes, dont figure la tenante du titre Marlies Göhr, championne du monde en 1983 à Helsinki. En finale à Los Angeles, Evelyn Ashford, qui a établi la meilleure performeuse mondiale de l'année en 1983 et 1984 et qui a porté le record du monde à 10 s 79 en 1983, s'adjuge la médaille d'or en établissant un nouveau record olympique en 10 s 97, devenant la première athlète féminine à courir en moins de 11 secondes lors d'une épreuve olympique, et ce avec un vent défavorable de 1,2 m/s. Elle devance largement sa compatriote Alice Brown, médaillée d'argent en 11 s 13 et la Jamaïcaine Merlene Ottey, médaillée de bronze en 11 s 16.

#### 1988-2004

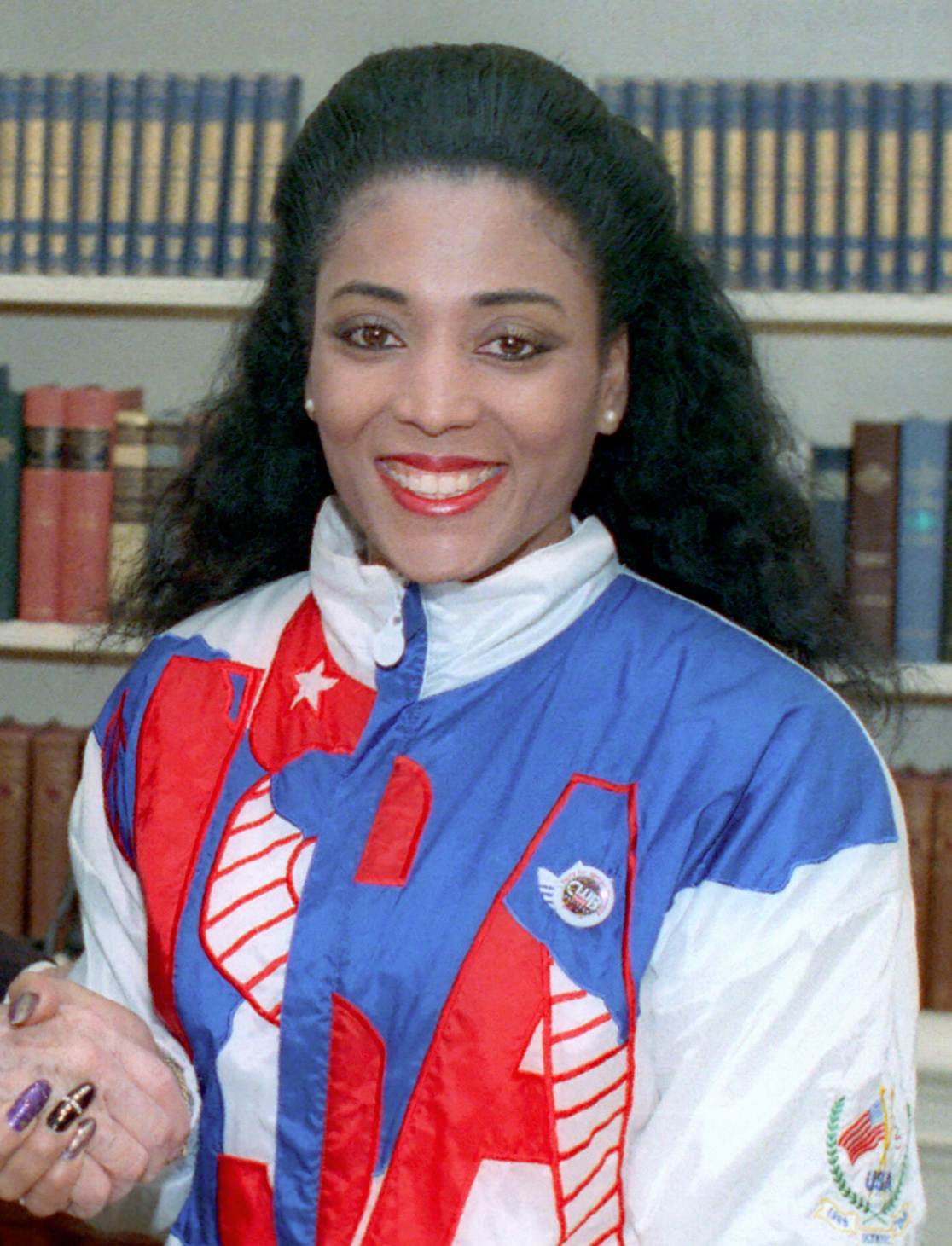
Florence Griffith-Joyner, championne olympique en 1988 et ancienne détentrice du record olympique.

L'Américaine Florence Griffith-Joyner est la grande favorite des Jeux olympiques de 1988 à Séoul après avoir pulvérisé le record du monde quelques semaines plus tôt lors des sélections olympiques des États-Unis à Indianapolis, en réalisant le temps de 10 s 49. Après avoir établi un nouveau record olympique dès les séries en 10 s 88, elle améliore ce temps quelques heures plus tard en quarts de finale en réalisant 10 s 62 (vent : + 1,0 m/s). Le lendemain, après avoir établi le meilleur des demi-finales en 10 s 70 (vent : + 2,6 m/s), elle s'impose en finale en 10 s 54 avec de nouveau l'aide d'un vent favorable supérieur à la limite autorisée de + 3,0 m/s. Evelyn Ashford remporte la médaille d'argent en 10 s 83, soit 14/100 de seconde de moins que lors de son titre de 1984, l'Est-allemande Heike Drechsler se classant troisième en 10 s 85. Silke Gladisch-Möller, championne du monde en 1987 à Rome, est éliminée en demi-finale.
La finale des Jeux olympiques de 1992 à Barcelone est l'une des plus serrée de l'histoire car les cinq premières athlètes se tiennent en moins de 4/100 de seconde. L'Américaine Gail Devers remporte la médaille d'or en 10 s 82 (record personnel), la Jamaïcaine Juliet Cuthbert la médaille d'argent en 10 s 83 (record personnel) et la Russe Irina Privalova, qui concourt pour l'équipe unifiée de l’ex-URSS, la médaille de bronze en 10 s 84. L'Américaine Gwen Torrence et Merlene Ottey se classent respectivement 4e et 5e de la finale. L'Allemande Katrin Krabbe, qui figurait parmi les favorites après son titre de championne du monde remportée en 1991, est convaincue de dopage peu avant la compétition.
En 1996, lors des Jeux olympiques d'Atlanta, Gail Devers décroche son deuxième titre olympique consécutif en s'imposant une nouvelle fois dans un final très serré. En 10 s 94, elle devance de 5/1 000 de seconde seulement Merlene Ottey (10 s 94) et de 2/100 de seconde la championne du monde en titre, sa compatriote Gwen Torrence (10 s 96). La Bahaméenne Chandra Sturrup se classe quatrième de la course en établissant un nouveau record national en 11 s 00.
L'Américaine Marion Jones, vainqueur des Jeux olympiques de 2000 à Sydney (en 10 s 75), est déchue de son titre après ses aveux de dopage en octobre 2007. En décembre 2009, le CIO décide de ne pas attribuer la médaille d'or à la Grecque Ekateríni Thánou, deuxième de l'épreuve (11 s 12), car celle-ci s'est soustraite à un contrôle antidopage avant les Jeux olympiques de 2004. En conséquence, et pour la première fois, le palmarès officiel ne compte aucune médaille d'or dans le 100 m. En revanche, la Jamaïcaine Tayna Lawrence, arrivée 3e (11 s 18), accède à la 2e place du podium en compagnie de Thánou, et Merlene Ottey, arrivée 4e (11 s 19), reçoit la médaille de bronze.
Lors des Jeux olympiques de 2004 à Athènes, la Biélorusse Yuliya Nesterenko créée la surprise en s'imposant en finale dans le temps de 10 s 93 en devançant de 3/100 de seconde l'Américaine Lauryn Williams qui se classe deuxième de l'épreuve en améliorant son record personnel (10 s 96). La Jamaïcaine Veronica Campbell remporte la médaille de bronze en descendant également sous les onze secondes (10 s 97). Yuliya Nesterenko est la première athlète à réaliser un temps inférieur aux onze secondes lors des quatre courses, des séries à la finale, et en améliorant à deux reprises le record de Biélorussie (10 s 94 en série puis 10 s 92 en demi-finale). L'Américaine Torri Edwards, championne du monde en 2003 à Paris, est absente de ces Jeux pour cause de dopage.

#### 2008-2024
Lors des Jeux olympiques de 2008, à Pékin, Shelly-Ann Fraser devient la première athlète jamaïcaine championne olympique du 100 mètres. Elle s'impose dans le temps de 10 s 78, signant un nouveau record personnel ainsi que la meilleure performance mondiale de l'année, devant ses deux compatriotes Sherone Simpson et Kerron Stewart qui terminent ex æquo en 10 s 98 pour s'adjuger la médaille d'argent. Veronica Campbell, championne du monde en 2007 à Osaka, ne s'est pas qualifiée pour cette épreuve en ne terminant que quatrième des sélections olympiques jamaïcaines.
Shelly-Ann Fraser devient la troisième athlète féminine à remporter un deuxième titre olympique sur 100 m après Wyomia Tyus et Gail Devers. Créditée quelques semaines plus tôt de la meilleure performance mondiale de l'année en 10 s 70, devenant à cette occasion la quatrième athlète la plus rapide de tous les temps, elle confirme son statut de favorite en remportant la finale des Jeux olympiques de 2012, à Londres, dans le temps de 10 s 75. Elle devance l'Américaine Carmelita Jeter, championne du monde en 2011 à Daegu, deuxième en 10 s 78 et Veronica Campbell-Brown, médaillée de bronze en 10 s 81. Au-delà du podium, les Américaines Tianna Madison et Allyson Felix descendent également sous les onze secondes et battent leur record personnel en respectivement 10 s 85 et 10 s 89.
En 2016, lors des Jeux olympiques de Rio de Janeiro, la Jamaïcaine Elaine Thompson remporte facilement le titre olympique dans le temps de 10 s 71 après s'être détachée rapidement de ses adversaires. L'Américaine Tori Bowie se classe deuxième en 10 s 83 et devance la double-tenante du titre Shelly-Ann Fraser-Pryce, championne du monde en en 2013 et en 2015 mais qui arrive à ces Jeux diminuée par une blessure. Dans cette finale, sept athlètes descendent sous les onze secondes : l'Ivoirienne Marie-Josée Ta Lou, auteur d'un nouveau record personnel en 10 s 86 mais qui échoue au pied du podium pour quelques millièmes de secondes, la Néerlandaise Dafne Schippers (5e en 10 s 90), la Trinidadienne Michelle-Lee Ahye (6e en 10 s 92) et l'Américaine English Gardner (7e en 10 s 94)
Cinq ans plus tard à Tokyo, Elaine Thompson parvient à conserver son titre sur cette distance en gagnant largement la finale olympique avec le temps de 10 s 61. La Jamaïcaine, qui devient la quatrième athlète féminine à remporter deux médailles d'or olympiques sur 100 m, bat d'un centième le record olympique de Florence Griffith-Joyner qui tenait depuis 1988, établissant ainsi la deuxième meilleure performance de tous les temps. Elle devance de 13 centièmes Shelly-Ann Fraser-Pryce, qui empoche sa quatrième médaille olympique sur 100 m (sa première en argent) et devient l'athlète féminine la plus médaillée sur cette distance. Comme en 2008, les Jamaïcaine réalisent un triplé puisque la médaille de bronze revient à Shericka Jakcson, qui bat en finale son record personnel en 10 s 76. L'Américaine Sha'Carri Richardson, auteure de 10 s 72 en avril 2021, avait été suspendue par l'Agence antidopage américaine après avoir été contrôlée positive au cannabis durant les sélections olympiques américaines.  Elaine Thompson réédite ensuite le doublé 100 m / 200 m en réalisant une nouvelle fois la deuxième meilleure performance de l'histoire (21 s 53). Elle marque l'histoire en devenant la première femme à conserver ses titres olympiques sur les deux épreuves du sprint féminin.
Aux Jeux de Paris en 2024, sous une pluie battante, la sprinteuse Sainte-Lucienne, Julien Alfred créé la surprise en remportant le titre en 10 s 72 et devient la première médaillée olympique de l'histoire de son pays. La championne du monde en titre et sprinteuse la plus rapide de la saison, l'Américaine Sha'Carri Richardson, termine deuxième en 10 s 87 tandis que le podium est complété par une autre Américaine Melissa Jefferson (10 s 92). C'est la première fois depuis 2004 que la finale du 100 mètres n'est pas remportée par une Jamaïcaine. Cette finale était marquée par l'absence des meilleures sprinteuses de ce pays : Elaine Thompson-Herah, double tenante du titre olympique (2016 et 2021), blessée, n'était pas venue à Paris, Shericka Jackson avait choisi de ne pas participer pour se concentrer sur le 200 m et Shelly-Ann Fraser-Pryce, vainqueur en 2008 et en 2012, ne s'est pas présentée au départ des demi-finales.

### Multiples médaillées
| Rang | Athlète                 | Pays               | Période     | Or | Argent | Bronze | Total |
| ---- | ----------------------- | ------------------ | ----------- | -- | ------ | ------ | ----- |
| 1    | Shelly-Ann Fraser-Pryce | Jamaïque           | 2008 – 2021 | 2  | 1      | 1      | 4     |
| 2    | Wyomia Tyus             | États-Unis         | 1964 – 1968 | 2  | 0      | 0      | 2     |
| 2    | Gail Devers             | États-Unis         | 1992 – 1996 | 2  | 0      | 0      | 2     |
| 2    | Elaine Thompson-Herah   | Jamaïque           | 2016 – 2021 | 2  | 0      | 0      | 2     |
| 5    | Stanisława Walasiewicz  | Pologne            | 1932 – 1936 | 1  | 1      | 0      | 2     |
| 5    | Renate Stecher          | Allemagne de l'Est | 1972 – 1976 | 1  | 1      | 0      | 2     |
| 5    | Evelyn Ashford          | États-Unis         | 1984 – 1988 | 1  | 1      | 0      | 2     |
| 8    | Merlene Ottey           | Jamaïque           | 1984 – 2000 | 0  | 1      | 2      | 3     |
| 9    | Shirley Strickland      | Australie          | 1948 – 1952 | 0  | 0      | 2      | 2     |
| 9    | Veronica Campbell-Brown | Jamaïque           | 2004 – 2012 | 0  | 0      | 2      | 2     |

### Record olympique
De 1988 à 2021, le record olympique féminin du 100 mètres était détenu par l'Américaine Florence Griffith-Joyner qui établit le temps de 10 s 62 en quart de finale des Jeux olympiques de 1988, à Séoul. Sa performance de 10 s 54 réalisée lors de sa victoire en finale n'a pas été homologuée en raison d'un vent supérieur à la limite autorisée (+ 3 m/s).
Aux Jeux de Tokyo en 2020, la Jamaïcaine Elaine Thompson décroche son deuxième titre olympique consécutif en battant d'un centième de seconde le record olympique (10 s 61), établissant également la deuxième performance de tous les temps. Elle devient ainsi la première Jamaïcaine à détenir ce record.
37 records olympiques féminins du 100 m ont été homologués.
| Temps                      | Temps | Athlète                  | Lieu        | Date              | Record |
| -------------------------- | ----- | ------------------------ | ----------- | ----------------- | ------ |
| Chronométrage manuel       |       |                          |             |                   |        |
| 13 s 0                     |       | Anni Holdmann            | Amsterdam   | 30 juillet 1928   |        |
| 12 s 8                     |       | Erna Steinberg           | Amsterdam   | 30 juillet 1928   |        |
| 12 s 8                     |       | Kinue Hitomi             | Amsterdam   | 30 juillet 1928   |        |
| 12 s 8                     |       | Helene Junker            | Amsterdam   | 30 juillet 1928   |        |
| 12 s 8                     |       | Helene Schmidt           | Amsterdam   | 30 juillet 1928   |        |
| 12 s 6                     |       | Fanny Rosenfeld          | Amsterdam   | 30 juillet 1928   |        |
| 12 s 6                     |       | Ethel Smith              | Amsterdam   | 30 juillet 1928   |        |
| 12 s 4                     |       | Fanny Rosenfeld          | Amsterdam   | 30 juillet 1928   |        |
| 12 s 4                     |       | Betty Robinson           | Amsterdam   | 30 juillet 1928   |        |
| 12 s 2                     |       | Betty Robinson           | Amsterdam   | 31 juillet 1928   |        |
| 12 s 2                     |       | Marie Dollinger          | Los Angeles | 1er août 1932     |        |
| 11 s 9                     |       | Stanisława Walasiewicz   | Los Angeles | 1er août 1932     | WR     |
| 11 s 9                     |       | Stanisława Walasiewicz   | Los Angeles | 2 août 1932       |        |
| 11 s 9                     |       | Stanisława Walasiewicz   | Los Angeles | 2 août 1932       |        |
| 11 s 9                     |       | Hilda Strike             | Los Angeles | 2 août 1932       |        |
| 11 s 9                     |       | Fanny Blankers-Koen      | Londres     | 2 août 1948       |        |
| 11 s 9                     |       | Catherine Hardy          | Helsinki    | 21 juillet 1952   |        |
| 11 s 6                     |       | Marjorie Jackson         | Helsinki    | 21 juillet 1952   |        |
| 11 s 6                     |       | Marjorie Jackson         | Helsinki    | 21 juillet 1952   |        |
| 11 s 5                     |       | Marjorie Jackson         | Helsinki    | 22 juillet 1952   | WR     |
| 11 s 5                     |       | Marjorie Jackson         | Helsinki    | 22 juillet 1952   | WR     |
| 11 s 5                     |       | Marlene Mathews          | Melbourne   | 24 novembre 1956  |        |
| 11 s 4                     |       | Betty Cuthbert           | Melbourne   | 24 novembre 1956  |        |
| 11 s 3                     |       | Wilma Rudolph            | Rome        | 2 septembre 1960  |        |
| 11 s 2                     |       | Wyomia Tyus              | Tokyo       | 15 octobre 1964   | WR     |
| 11 s 2                     | A     | Wyomia Tyus              | Mexico      | 14 octobre 1968   |        |
| 11 s 2                     | A     | Margaret Bailes          | Mexico      | 14 octobre 1968   |        |
| 11 s 2                     | A     | Barbara Ferrell          | Mexico      | 14 octobre 1968   |        |
| 11 s 1                     | A     | Barbara Ferrell          | Mexico      | 14 octobre 1968   | WR     |
| 11 s 1                     | A     | Irena Szewińska          | Mexico      | 14 octobre 1968   | WR     |
| 11 s 0                     | A     | Wyomia Tyus              | Mexico      | 15 octobre 1968   | WR     |
| Chronométrage électronique |       |                          |             |                   |        |
| 11 s 08                    | A     | Wyomia Tyus              | Mexico      | 15 octobre 1968   | WR     |
| 11 s 07                    |       | Renate Stecher           | Munich      | 3 septembre 1972  |        |
| 11 s 05                    |       | Annegret Richter         | Montréal    | 24 juillet 1976   |        |
| 11 s 01                    |       | Annegret Richter         | Montréal    | 25 juillet 1976   | WR     |
| 10 s 97                    |       | Evelyn Ashford           | Los Angeles | 5 août 1984       |        |
| 10 s 88                    |       | Florence Griffith-Joyner | Séoul       | 24 septembre 1988 |        |
| 10 s 88                    |       | Evelyn Ashford           | Séoul       | 24 septembre 1988 |        |
| 10 s 62                    |       | Florence Griffith-Joyner | Séoul       | 24 septembre 1988 |        |
| 10 s 61                    |       | Elaine Thompson-Herah    | Tokyo       | 31 juillet 2021   |        |